# New Orleans Hornets 2006-2007
La stagione 2006-07 dei New Orleans/Oklahoma City Hornets fu la 5ª nella NBA per la franchigia.
I New Orleans/Oklahoma City Hornets arrivarono quarti nella Southwest Division della Western Conference con un record di 39-43, non qualificandosi per i play-off.

## Roster
| N° | Naz.                   | Ruolo | Sportivo           | Anno | Alt. | Peso |
| -- | ---------------------- | ----- | ------------------ | ---- | ---- | ---- |
| 2  | Stati Uniti (bandiera) | G     | Jannero Pargo      | 1979 | 185  | 79   |
| 3  | Stati Uniti (bandiera) | G     | Chris Paul         | 1985 | 183  | 79   |
| 6  | Stati Uniti (bandiera) | C     | Tyson Chandler     | 1982 | 216  | 107  |
| 8  | Stati Uniti (bandiera) | G     | Bobby Jackson      | 1973 | 185  | 84   |
| 11 | Brasile (bandiera)     | A     | Marquinhos         | 1984 | 203  | 102  |
| 12 | Stati Uniti (bandiera) | AC    | Hilton Armstrong   | 1984 | 211  | 107  |
| 16 | Serbia (bandiera)      | GA    | Predrag Stojaković | 1977 | 206  | 100  |
| 22 | Stati Uniti (bandiera) | A     | Cedric Simmons     | 1986 | 206  | 107  |
| 23 | Stati Uniti (bandiera) | G     | Devin Brown        | 1978 | 196  | 100  |
| 24 | Stati Uniti (bandiera) | A     | Desmond Mason      | 1977 | 201  | 102  |
| 30 | Stati Uniti (bandiera) | A     | David West         | 1980 | 206  | 109  |
| 33 | Stati Uniti (bandiera) | A     | Brandon Bass       | 1985 | 203  | 109  |
| 43 | Stati Uniti (bandiera) | A     | Linton Johnson     | 1980 | 203  | 93   |
| 44 | Stati Uniti (bandiera) | C     | Marc Jackson       | 1975 | 208  | 122  |
| 45 | Stati Uniti (bandiera) | GA    | Rasual Butler      | 1979 | 201  | 93   |

## Staff tecnico
- Allenatore: Byron Scott
- Vice-allenatori: Darrell Walker, Kenny Gattison, David Miller